# Maniola semialba
Maniola semialba är en fjärilsart som beskrevs av Aigner och Abafi 1908. Maniola semialba ingår i släktet Maniola och familjen praktfjärilar. Inga underarter finns listade i Catalogue of Life.